# Bezrameni listovi
Bezrameni listovi (lat. Achiridae), porodica riba plosnatica (Pleuronectiformes ), to su malene ribe, dužine po nekoliko centimetara, a najduža među njima, Achirus achirus, naraste do 30 centimetara. To su ribe dna koje žive i po morskim i slatkim vodama Južne Amerike. Porodica obuhvaća 7 rodova s ukupno 35 priznatih vrsta.
Karakteristične su im oči, jer se oba nalaze s desne strane zaobljenog ili jajolikog tijela. Mesožder su koje se hrane drugim ribama i beskičmenjacima. Posljednji predstavnik ove porodice, Trinectes hubbsbollinger, otkriven je u Kolumbiji 2012.
1. Achirus achirus (Linnaeus, 1758)
2. Achirus declivis Chabanaud, 1940
3. Achirus klunzingeri (Steindachner, 1880)
4. Achirus lineatus (Linnaeus, 1758)
5. Achirus mazatlanus (Steindachner, 1869)
6. Achirus mucuri Ramos, Ramos & Lopes, 2009
7. Achirus novoae Cervigón, 1982
8. Achirus scutum (Günther, 1862)
9. Achirus zebrinus Clark, 1936
10. Apionichthys dumerili Kaup, 1858
11. Apionichthys finis (Eigenmann, 1912)
12. Apionichthys menezesi Ramos, 2003
13. Apionichthys nattereri (Steindachner, 1876)
14. Apionichthys rosai Ramos, 2003
15. Apionichthys sauli Ramos, 2003
16. Apionichthys seripierriae Ramos, 2003
17. Catathyridium garmani (Jordan, 1889)
18. Catathyridium grandirivi (Chabanaud, 1928)
19. Catathyridium jenynsii (Günther, 1862)
20. Catathyridium lorentzii (Weyenbergh, 1877)
21. Gymnachirus melas Nichols, 1916
22. Gymnachirus nudus Kaup, 1858
23. Gymnachirus texae (Gunter, 1936)
24. Hypoclinemus mentalis (Günther, 1862)
25. Pnictes asphyxiatus (Jordan, 1889)
26. Trinectes fimbriatus (Günther, 1862)
27. Trinectes fluviatilis (Meek & Hildebrand, 1928)
28. Trinectes fonsecensis (Günther, 1862)
29. Trinectes hubbsbollinger Duplain, Chapleau & Munroe, 2012
30. Trinectes inscriptus (Gosse, 1851)
31. Trinectes maculatus (Bloch & Schneider, 1801)
32. Trinectes microphthalmus (Chabanaud, 1928)
33. Trinectes opercularis (Nichols & Murphy, 1944)
34. Trinectes paulistanus (Miranda Ribeiro, 1915)
35. Trinectes xanthurus Walker & Bollinger, 2001